# Yang Jiechang
Yang Jiechang en chino 杨诘苍 (Foshan, 1956) es un artista contemporáneo chino que emigró a Europa en 1989.

## Biografía
Yang nació en Foshan en la provincia de Guangdong, República Popular China, en 1956. Pertenece a lo que en China se llama la "segunda generación de artistas contemporáneos". Creció durante la Revolución Cultural (1966-1976) y el comienzo de su carrera artística coincidió con la apertura política de China a finales de los años setenta y ochenta. Se formó en las técnicas de montaje en papel, caligrafía y pintura tradicional china en la Academia de Bellas Artes de Guangzhou (1978-1982), donde enseñó hasta 1988. En 1989 participó en la exposición Les magiciens de la terre en el Centre Georges Pompidou de París. Decidió quedarse en Europa.
La primera década de Yang en Europa fue un período de introspección y reinvención de la identidad, como se refleja en su serie de grandes pinturas monocromáticas en tinta negra, Hundred Layers of Ink (1988-1999). Después de la conmoción de los ataques del 11 de septiembre, estas tintas monocromáticas meditativas fueron reemplazadas por pinturas figurativas y videos que hacen referencia a temas críticos y eventos reales.

## Exposiciones
Yang ha participado en numerosas exposiciones, entre ellas:
- China Vanguardia, Museo Nacional de Arte de China, Beijing, 1989
- Les Magiciens de la terre, Centro Pompidou, París, 1989[1]
- Chine demain pour hier, Pourrières, Francia, 1990[1]
- Energía silenciosa, Modern Art Oxford, 1993[1]
- Bienal Internacional de Tinta de Shenzhen, Shenzhen, República Popular China, 1998, 2000, 2002[1]
- Pausa Bienal de Gwangju, Corea del Sur, 2002[1]
- Zone of Urgency, Bienal de Venecia, Venecia, 2003[1]
- La Nuit Blanche, París, Francia, 2004
- Le moine et le démon, Musée d'art contemporain de Lyon, Lyon, Francia, 2004
- Todo bajo el cielo, Muhka, Amberes, Bélgica, 2004
- Beyond, Segunda Trienal de Guangzhou, Guangzhou, República Popular China, 2005
- Paisajes en capas, Stanford Art Gallery, Stanford, EE. UU., 2005[2]
- Bienal de Emergencia, Palais de Tokyo, París, 2005
- Bienal de Liverpool, Liverpool, Reino Unido, 2006
- Laboratoires pour un avenir incertain, La Force de l'Art - 1ra Trienal de París, Grand Palais, París, 2006
- Capolavoro, Palacio de Primavera, Terni, Roma, 2006
- Bienal de Estambul, Estambul, 2007
- Metamorfosis: la generación de transformación en el arte contemporáneo chino, Museo de Arte de Tampere, Tampere, Finlandia, 2007
- New Wave '85 UCCA, Beijing, República Popular China, 2007
- Onda Anomala – Manifesta 7, Trento, Italia, 2008
- Contra la Exclusión, Tercera Bienal de Arte Contemporáneo de Moscú, Garaje, Moscú, 2009
- Bienal de Lyon, Museo de Arte Moderno y Contemporáneo, Lyon, Francia, 2009
- Qui a peur des artistes ? Una selección de obras de la Fundación François Pinault, Museo de Dinard, Francia, 2009
- Hareng Saur : Ensor et l'art contemporain, MSK y SMAK, Gante, Bélgica, 2010[3]
- Le Jardin Emprunté, Jardin du Palais-Royal, París, 2010
- El mundo te pertenece, Palazzo Grassi, Fondation F. Pinault, Venecia, 2011
- La muerte importa, Tropenmuseum, Ámsterdam, Países Bajos, 2011
- Reactivación, Bienal de Shanghái, Shanghái, RP China, 2012
- Sehnsucht, Castillo de Gaasbeek, Bélgica, 2012
- Nubes, Museo de Bocetos para Arte Público, Lund, Suecia, 2012
- Zizhiqu/ Regiones Autónomas, Times Museum Guangzhou, RP China, 2013
- Arte con tinta: Pasado como presente en la China contemporánea, Museo Metropolitano de Arte, Nueva York, 2013
- El paisaje cambiante de China, Museo Nórdico de la Acuarela, Suecia, 2014
- La China ardiente. Esculturas monumentales contemporáneas, Mons - Capital Europea de la Cultura, Bélgica, 2015
- Armonía y Transición. Paisajes chinos en el arte contemporáneo, MARTa Herford, Herford, Alemania, 2015
- Narrativas fragmentarias, Stanford Art Gallery, Stanford, EE. UU., 2016[4]
- Carambolages, Grand Palais, París, 2016[5]

## En la cultura popular
Películas
- 2013 - La pasión perdurable por la tinta de Britta Erickson